# Albert Salvator de Habsbourg-Toscane
Albert Salvator de Habsbourg-Toscane (en allemand : Albrecht Salvator von Habsburg-Lothringen), né à Alt Bunzlau, Autriche-Hongrie, le 22 novembre 1871, et mort à Bolzano, Autriche-Hongrie, le 27 février 1896, est un archiduc d'Autriche et prince de Toscane.

## Biographie

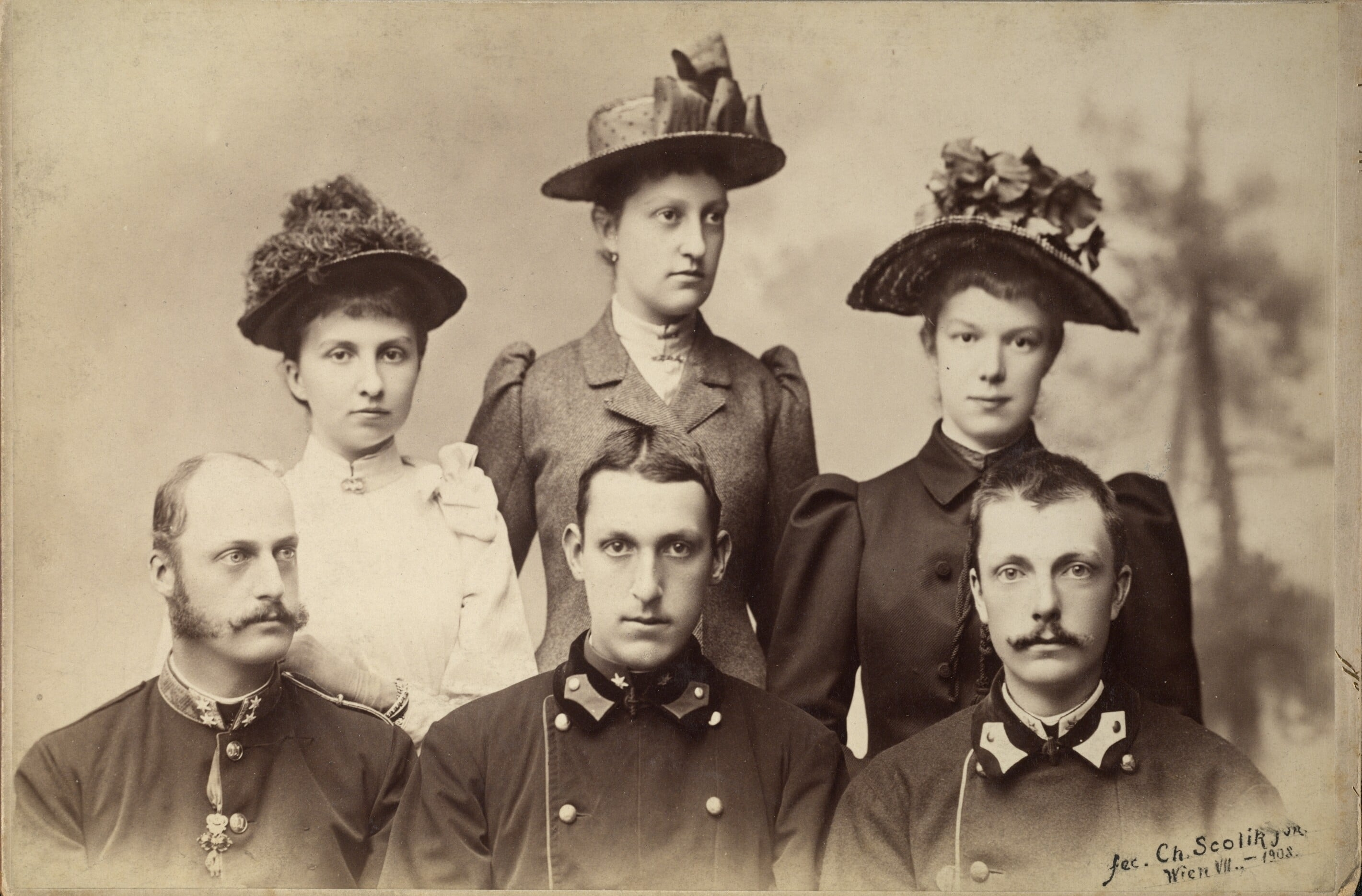
Albert Salvator de Habsbourg-Toscane (assis au milieu) et ses frères et sœurs en 1896.

### Famille
Troisième fils et cinquième des dix enfants de l'archiduc Charles Salvator de Habsbourg-Toscane (1839-1892) et de son épouse la princesse Marie-Immaculée des Deux-Siciles (1844-1899),, Albert Salvator de Habsbourg-Toscane naît à Alt Bunzlau, le 22 novembre 1871. 
Albert Salvator a deux frères aînés : Léopold Salvator (1863-1949) et François Salvator (1866-1939), marié à l'archiduchesse Marie-Valérie, fille de l'empereur d'Autriche François-Joseph, il a également deux sœurs aînées : Marie-Thérèse (1862-1933) et Caroline-Marie (1869-1945).
Après sa naissance, ses parents ont encore cinq enfants : Marie-Antoinette (1874-1891), Marie-Immaculée (1878-1968), Rainier Salvator (1880-1889), Henriette (1884-1886) et Ferdinand Salvator (1888-1891).

### Mort
Albert Salvator devient Rittmeister et capitaine au régiment de hussards autrichiens « Prince de Windisch-Graetz » en 1894. Le prince est célibataire. Atteint par la tuberculose pulmonaire, dès les premiers jours de février 1896, l'état de santé d'Albert Salvator de Habsbourg-Toscane, qui séjourne en villégiature d'hiver à Gries im Sellrain, près de Bolzano, ne laisse aucun espoir. Il ne quitte plus le lit et sa seule distraction consiste à écouter un pianiste de talent qui joue dans une chambre voisine. Il meurt, dans les bras de sa mère, à Bolzano, le 27 février 1896, à l'âge de 24 ans. Il est inhumé dans la « Crypte Ferdinand » Ferdinandsgruft, crypte des Capucins à Vienne,.

## Honneurs
Albert Salvator de Habsbourg-Toscane est :
- 1085e Chevalier de l'ordre de la Toison d'or d'Autriche (1889) ;
- Chevalier de l'ordre de Saint-Hubert (Bavière) ;
- Chevalier de l'ordre suprême de la Très Sainte Annonciade (Maison de Savoie).